# Luftstreitkräfte
De Luftstreitkräfte of Die Fliegertruppe des deutschen Kaiserreiches, was de luchtmacht van het Duitse Keizerrijk tijdens de Eerste Wereldoorlog (1914-1918).
Opgericht in 1910, voor het begin van de oorlog, met de opmars van militaire vliegtuigen, was de Duitse luchtmacht vooral bedoeld voor verkenning en het spotten van artillerie, ten behoeve van de grondtroepen. Op diezelfde manier werden ballonnen gebruikt tijdens de Frans-Duitse Oorlog van 1870-1871 en zelfs terug tot de napoleontische oorlogen. Het was niet de eerste luchtmacht ter wereld, want de Franse luchtmacht (Aviation Militaire), wat later de Armée de l'Air zou worden, werd ook in 1910 opgericht. Het Royal Flying Corps van Groot-Brittannië (dat in 1918 samen met de Royal Naval Air Service de Royal Air Force ging vormen) was opgericht in 1912.
Tijdens de oorlog gebruikte de Luftstreitkräfte een breed scala aan vliegtuigen, variërend van jagers (zoals die van Albatros Flugzeugwerke en Fokker), verkenningsvliegtuigen (Aviatik en DFW) en zware bommenwerpers (Gothaer Waggonfabrik, beter bekend als Gotha, en Zeppelin-Staaken).
De jagers kregen de meeste aandacht in de luchtvaartbranche omdat het "azen" voortbracht, zoals Manfred von Richthofen (de Rode Baron), Ernst Udet, Hermann Göring, Oswald Boelcke, Max Immelmann en Werner Voss. Net als de Duitse marine gebruikte het leger ook Zeppelin-luchtschepen voor (strategische) verkenningen en het bombarderen van militaire en civiele doelen in Frankrijk en België, alsook het Verenigd Koninkrijk.
Alle Duitse en Oostenrijk-Hongaarse vliegtuigen in dienst gebruikten het IJzeren Kruis tot begin 1918. Daarna werd het Balkenkreuz, een Grieks Kruis op een witte achtergrond gebruikt. Aan het einde van de oorlog bezat de Duitse luchtmacht 2.709 vliegtuigen, 56 luchtschepen, 186 ballondetachementen en ongeveer 4.500 man vliegend personeel.
Nadat de oorlog was geëindigd in een Duitse nederlaag werd het onderdeel compleet opgeheven onder het Verdrag van Versailles, waarin stond dat alle luchtvaartuigen vernietigd moesten worden.